# Triadica rotundifolia
Triadica rotundifolia là một loài thực vật có hoa trong họ Đại kích. Loài này được (Hemsl.) Esser mô tả khoa học đầu tiên năm 2002.